# Francesco Speranza (matematico)
Francesco Speranza (Milano, 4 ottobre 1932 – Parma, 19 dicembre 1998) è stato un matematico italiano.

## Biografia
Si laureò in Matematica all'Università di Pavia nel 1954, come alunno del Collegio Ghisleri. Iniziò la carriera di insegnante universitario a Bologna, dove fino al 1967 fu assistente di Mario Villa nei corsi di Geometria analitica e di Geometria proiettiva. Dopo una breve esperienza all'Università di Messina, dal 1969 è stato professore di Geometria e poi di Matematiche complementari all'Università di Parma.
Dagli anni '70 si è occupato particolarmente di didattica della matematica, scrivendo libri di testo scolastici e opere divulgative. Negli anni '80 cominciò ad interessarsi di epistemologia della matematica, e nel 1989 costituì il "Gruppo Nazionale di Epistemologia della Matematica"; organizzò per diversi anni, con cadenza semestrale, incontri di studio sui temi della filosofia, della storia e dei fondamenti della matematica.
Francesco Speranza è stato membro di diverse associazioni scientifiche, tra cui la Commissione Scientifica della Unione Matematica Italiana e la Commissione Italiana per l'Insegnamento della Matematica. Ha fatto parte del consiglio direttivo della Società Italiana di Logica e Filosofia delle Scienze (SILFS).

## Pubblicazioni
- Relazioni e strutture, collana Matematica Moderna, Zanichelli, Bologna, 1971
- Il linguaggio della matematica, testo di insegnamento per le scuole superiori, Zanichelli, 1979
- Matematica per gli insegnanti di matematica, Zanichelli, Bologna, 1983
- La matematica e la sua storia. Alcuni esempi per spunti didattici, con Bruno D'Amore, ed. Franco Angeli, 1995
- Scritti di Epistemologia della Matematica, ed. Pitagora, Bologna, 1997
- Appello all'ermeneutica, Quaderni di ricerca in didattica, n. 8, Palermo, 1999

Insieme ad Alba Rossi Dell'Acqua ha scritto per l'editore Zanichelli una serie di testi per le scuole medie superiori:
- Matematica 1 - per il biennio delle scuole medie superiori (1971, pp. X - 286)
- Matematica 2 - per il biennio delle scuole medie superiori (1971, pp. VIII - 304)
- Matematica 3 - per il 1º anno del triennio delle scuole medie superiori (1972, pp. VIII - 362)
- Matematica 4 - per il 2º anno del triennio delle scuole medie superiori (1973, pp. VIII - 342)
- Matematica 5 - per il 3º anno del triennio delle scuole medie superiori (1974, pp. VIII - 423)